# Ao Vivo em São Paulo - Volume 2
Ao Vivo em São Paulo - Volume 2 é um álbum ao vivo da cantora Heloisa Rosa, lançado pela Musile Records em 2014. O repertório é parte da gravação do DVD Ao Vivo em São Paulo, lançado no mesmo ano, e contém a parte da 'Redenção' do registro.

## Faixas
1. A Redenção (intro)
2. Lindo Jesus
3. Jesus É o Caminho
4. I Jo 1-2
5. Se Andarmos na Luz
6. Minha Alma (My Soul Sings)
7. Vem Andar Comigo
8. Hoje Eu Sei
9. Estou Livre
10. Eu Vejo a Cruz (part. David Quinlan)